# Tonga tại Thế vận hội
Tonga đã tham gia tám kỳ Thế vận hội Mùa hè và hai kỳ Thế vận hội Mùa đông. Tonga trở thành quốc gia độc lập nhỏ nhất giành được huy chương Olympic tại Thế vận hội Mùa hè khi tay đấm hạng siêu nặng Paea Wolfgramm mang về tấm huy chương bạc năm 1996 ở Atlanta.
Tonga đã cố gắng để có thể gửi một đoàn thể thao đến Thế vận hội Mùa đông 2010; nếu thành công, đây sẽ là lần đầu tiên nước này tham dự Thế vận hội Mùa đông. Hiệp hội Thể thao Nghiệp dư Tonga (TASA) ra thông báo ý định cử một vận động viên (VĐV) thi đấu môn trượt băng nằm ngửa. Tháng 12 năm 2008, hai VĐV nam (Fuahea Semi và Taniela Tufunga) được chọn để đi tập huấn ở Đức, dù chỉ một trong số họ sẽ được thi đấu tại Thế vận hội. Semi cuối cùng được lựa chọn làm ứng viên của Tonga tham gia đại hội, và được giới thiệu bởi các nhà tài trợ Đức của mình dưới một cái tên mới, "Bruno Banani". Song, anh đã không thể giành suất dự vận hội khi trượt vòng cuối và chấm dứt hy vọng xuất hiện tại kỳ năm 2010 của Tonga. Banani sau đó lại giành được vé đến Thế vận hội Mùa đông 2014 ở Sochi, Nga, trở thành VĐV Tonga đầu tiên thi đấu tại Thế vận hội Mùa đông.

## Bảng huy chương

### Thế vận hội Mùa hè
| Thế vận hội         | Số VĐV       | Vàng | Bạc | Đồng | Tổng số | Xếp thứ |
| Los Angeles 1984    | 7            | 0    | 0   | 0    | 0       | –       |
| Seoul 1988          | 5            | 0    | 0   | 0    | 0       | –       |
| Barcelona 1992      | 5            | 0    | 0   | 0    | 0       | –       |
| Atlanta 1996        | 5            | 0    | 1   | 0    | 1       | 61      |
| Sydney 2000         | 3            | 0    | 0   | 0    | 0       | -       |
| Athens 2004         | 5            | 0    | 0   | 0    | 0       | –       |
| Bắc Kinh 2008       | 3            | 0    | 0   | 0    | 0       | -       |
| Luân Đôn 2012       | 3            | 0    | 0   | 0    | 0       | –       |
| Rio de Janeiro 2016 | 7            | 0    | 0   | 0    | 0       | –       |
| Tokyo 2020          | chưa diễn ra |      |     |      |         |         |
| Paris 2024          | chưa diễn ra |      |     |      |         |         |
| Los Angeles 2028    | chưa diễn ra |      |     |      |         |         |
| Tổng số             | Tổng số      | 0    | 1   | 0    | 1       | 127     |

### Thế vận hội Mùa đông
| Thế vận hội         | Số VĐV       | Vàng | Bạc | Đồng | Tổng số | Xếp thứ |
| Sochi 2014          | 1            | 0    | 0   | 0    | 0       | –       |
| Pyeongchang 2018    | 1            | 0    | 0   | 0    | 0       | –       |
| Bắc Kinh 2022       | chưa diễn ra |      |     |      |         |         |
| Milano–Cortina 2026 | chưa diễn ra |      |     |      |         |         |
| Tổng số             | Tổng số      | 0    | 0   | 0    | 0       | –       |

### Huy chương theo môn
| Môn                | Vàng | Bạc | Đồng | Tổng số |
| ------------------ | ---- | --- | ---- | ------- |
| Quyền Anh          | 0    | 1   | 0    | 1       |
| Tổng số (1 đơn vị) | 0    | 1   | 0    | 1       |

## VĐV giành huy chương
| Huy chương | Tên            | Thế vận hội  | Môn thi đấu | Nội dung                    |
| ---------- | -------------- | ------------ | ----------- | --------------------------- |
| Bạc        | Paea Wolfgramm | Atlanta 1996 | Quyền Anh   | Hạng siêu nặng nam (>91 kg) |